# Tornado (film 2003)
Tornado, il vento che uccide (Nature Unleashed: Tornado) è un film del 2003 diretto da Alain Jakubowicz.
È ambientato quasi interamente in Romania, ad eccezione delle prime scene, girate negli Stati Uniti.

## Trama
La famiglia Barnaby nel 1974 viene colpita da un doppio tornado; il padre, Daniel Barnaby, muore ucciso dal vortice. Trent'anni dopo, il figlio Josh è diventato un cameramen. Il suo capo Ernie lo manda assieme alla giornalista Nickie in Romania per documentare la prima conferenza mondiale delle popolazioni romani. La bella zingara Irena legge le carte per Josh e riconosce i segni cupi. Le sue persone sono minacciate da un tornado che compare ogni 600 anni, la Meta Tempesta, che un culto satanico cerca di evocare durante misteriose cerimonie. I due giornalisti forniscono ricerche per tenere traccia dei culto misterioso. Un ministro che finge di essere un benefattore del popolo zingaro Ariman, risulta essere il leader della Fratellanza occulta. Il giorno della Meta Tempesta gli zingari si rifugiano in un tunnel sotterraneo. Josh è il prescelto dall'amuleto che ha ricevuto da suo padre, quindi solo lui può salvare il popolo zingaro. Quindi combatte contro Ariman in una lotta cruciale. Infine, quest'ultimo viene risucchiato dal tornado, e anche i suoi seguaci sono stati uccisi. Pertanto, la Meta tempesta finisce, e Josh passa l'amuleto che effettivamente appartiene al popolo zingaro cosicché essi possano proteggersi di fronte ai Tornado in futuro.